# Antonio Banfi

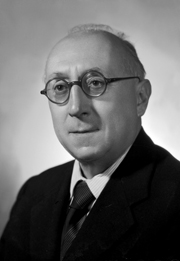
Antonio Banfi

Antonio Banfi (* 30. September 1886 in Vimercate; † 22. Juli 1957 in Mailand) war ein italienischer Philosoph und Marxist. Er führte die Phänomenologie in Italien ein.
Banfi verbrachte seine Jugend in Vimercate und Mantua, wo sein Vater Rektor des technischen Instituts war. Von 1904 bis 1908 studierte er an der Universität in Mantua Literaturwissenschaften. Einige Monate nach Abschluss des Studiums ging er mit einem Stipendium an die Friedrich-Wilhelm-Universität in Berlin. Im Jahre 1911 kehrte er nach Italien zurück, um eine Schultätigkeit aufzunehmen.
Im Jahre 1922 erschien sein erstes Werk, La filosofia e la vita spirituale (Die Philosophie und das spirituelle Leben). Im Jahr 1926 folgte sein theoretisches Hauptwerk, I principi di una teoria della ragione (Prinzipien einer Theorie der Vernunft). 1930 kam es in Chiavari zu einem Zusammentreffen mit Edmund Husserl.
1932 erhielt er einen Lehrstuhl für Geschichte der Philosophie in Mailand.
Im Jahre 1942 kam Banfi in Kontakt mit der unter Mussolini verbotenen KPI; von 1943 bis 1945 war er Mitglied der italienischen „Resistenza“.
Mit den Ereignissen des Zweiten Weltkrieges wendete sich Banfi im zunehmenden Maße dem Marxismus zu. Diesen sah er als das Denken an, das in der Lage war, den Konflikt „zwischen Ideologie und Philosophie, zwischen Praxis und Theorie, zwischen dem konkreten Engagement und der Vernunft“ aufzulösen.
In Reggio nell’Emilia wurde ein nach ihm benanntes Institut, das Istituto Banfi eingerichtet, welches die Bibliothek und den Nachlass Banfis beherbergt und die Herausgabe seiner postumen Werkedition betreut.

## Werke
- La filosofia e la vita spirituale (1922)
- Principi di una teoria della ragione (1926)
- Nietzsche (1934)
- La vita dell’ arte (1947)
- L’uomo copernicano (1950)
- La ricerca della realtà (1959)
- Saggi sul marxismo (1960)
- Filosofi contemporanei (1961)
- Filosofia dell’ arte (1962)
- Vita di G. Galilei (1962, 2. Aufl.)